# Сигюрдюр Инги Йоуханнссон
Сигюрдюр Инги Йоуханнссон (исл. Sigurður Ingi Jóhannsson, род. 20 апреля 1962, Сельфосс, Исландия) — исландский политический и государственный деятель. Председатель Прогрессивной партии с 2016 года. В прошлом — премьер-министр Исландии (2016—2017), министр финансов и экономики Исландии (2024), министр инфраструктуры (2024, 2021—2024), министр Исландии по делам сотрудничества с Северными странами (2017—2021), министр транспорта и местного самоуправления Исландии (2017—2021), министр рыболовства и сельского хозяйства Исландии (2013—2016), министр охраны окружающей среды и природных ресурсов Исландии (2013—2014). Депутат альтинга (парламента Исландии) от Южного избирательного округа с 2009 года.

## Биография
Родился 20 апреля 1962 года в Сельфоссе. Отец — фермер Йоуханн Паульссон (Jóhann H. Pálsson; 1936—1987), мать — домохозяйка Хродни Сигюрдардоуттир (Hróðný Sigurðardóttir; 1942—1987).
В 1982 году окончил гимназию в Лёйгарватне. Получил степень по ветеринарии в Королевском ветеринарном и сельскохозяйственном университете в Копенгагене (ныне Копенгагенский университет). В 1989 году получил лицензию ветеринара в Дании, в 1990 году — в Исландии.
Работал ветеринарным врачом.
В 1994—2010 годах — депутат совета муниципалитета Хрунаманахреппур, в 1994—1998 годах — заместитель главы, в 2002—2009 годах — глава совета.
По результатам парламентских выборов 2009 года избран депутатом альтинга в Южном избирательном округе. В 2011—2013 годах был четвёртым заместителем спикера альтинга.
23 мая 2013 года назначен на должность министра сельского хозяйства и рыболовства в правительстве под руководством премьер-министра Сигмюндюра Давида Гюннлёйгссона. Одновременно до 2014 года был министром охраны окружающей среды и природных ресурсов.
7 апреля 2016 года после отставки премьер-министра Сигмюндюра Давида Гюннлёйгссона в связи со скандалом вокруг «Панамских документов» назначен премьер-министром Исландии. 30 октября 2016 года подал в отставку по итогам досрочных парламентских выборов 2016 года. Занимал пост премьер-министра до 11 января 2017 года.
Был заместителем председателя Прогрессивной партии с 2013 года. На партийном съезде 2 октябре 2016 года избран лидером Прогрессивной партии, получил 329 из 703 голосов (52,6%) и сменил Сигмюндюра Давида Гюннлёйгссона.
30 ноября 2017 года получил портфель министра транспорта и местного самоуправления Исландии и министра Исландии по делам сотрудничества с Северными странами в кабинете под руководством премьер-министра Катрин Якобсдоуттир.
28 ноября 2021 года получил портфель министра инфраструктуры Исландии во втором кабинете Катрин Якобсдоуттир.
9 апреля 2024 года назначен министром финансов и экономики Исландии в коалиционном правительстве под руководством премьер-министра Бьярни Бенедиктссона. 17 октября в дополнение к занимаемой должности назначен министром инфраструктуры вместо Свандис Сваварсдоуттир. Правительство ушло в отставку 21 декабря.

## Личная жизнь
Первая супруга — учительница Анна Аусмундсдоуттир (Anna Kr. Ásmundsdóttir; род. 1962). Они развелись. Вторая супруга — Ингибьёрг Эльса Ингьяльдсдоуттир (Ingibjörg Elsa Ingjaldsdóttir; род. 1966). Дети Сигюрдюра и Анны: Нанна Рун (Nanna Rún; род. 1983), Йоуханн Халльдоур (Jóhann Halldór; род. 1990), Бергтоур Инги (Bergþór Ingi; род. 1992). Приемные дети, дети Ингибьёрг Эльсы: Сёльви Маур Бенедиктссон (Sölvi Már Benediktsson; род. 1990), Хильдюр Гвюдбьёрг Бенедиктсдоуттир (Hildur Guðbjörg Benediktsdóttir; род. 1996).